# Acacia floydii
Acacia floydii är en ärtväxtart som beskrevs av Mary Douglas Tindale. Acacia floydii ingår i släktet akacior, och familjen ärtväxter. Inga underarter finns listade i Catalogue of Life.